# Stepove, Ustînivka
Stepove (în ucraineană Степове) este un sat în comuna Stepanivka din raionul Ustînivka, regiunea Kirovohrad, Ucraina.

## Demografie
Componența lingvistică a localității Stepove
     Ucraineană (92,55%)
     Română (4,97%)
     Rusă (2,48%)
Conform recensământului din 2001, majoritatea populației localității Stepove era vorbitoare de ucraineană (92,55%), existând în minoritate și vorbitori de română (4,97%) și rusă (2,48%).